# Brésil aux Jeux olympiques de la jeunesse d'hiver de 2012
Le Brésil a participé aux Jeux olympiques de la jeunesse d'hiver de 2012 à Innsbruck en Autriche du 13 au 22 janvier 2012. L'équipe brésilienne était constitué de deux athlètes en ski alpin.
Le Brésil avait initialement qualifié une équipe mixte de curling mais le pays a refusé l'invitation de participer à cette épreuve.

## Résultats

### Ski alpin
Le Brésil a qualifié un homme et une femme en ski alpin.
Homme
| Athlète       | Épreuve      | Finale        | Finale        | Finale        | Finale |
| Athlète       | Épreuve      | Manche 1      | Manche 2      | Total         | Rang   |
| ------------- | ------------ | ------------- | ------------- | ------------- | ------ |
| Tobias Macedo | Slalom       | 56 s 45       | 49 s 14       | 1 min 45 s 59 | 33     |
| Tobias Macedo | Slalom géant | 1 min 06 s 51 | 1 min 01 s 06 | 2 min 07 s 57 | 32     |

Femme
| Athlète     | Épreuve      | Finale        | Finale        | Finale        | Finale       |
| Athlète     | Épreuve      | Manche 1      | Manche 2      | Total         | Rang         |
| ----------- | ------------ | ------------- | ------------- | ------------- | ------------ |
| Eliza Nobre | Slalom       | 59 s 91       | Disqualifiée  | Disqualifiée  | Disqualifiée |
| Eliza Nobre | Slalom géant | 1 min 10 s 76 | 1 min 13 s 54 | 2 min 24 s 30 | 42           |